# Rakitnica (Demir Hiszar)
Rakitnica (macedónul: Ракитница) település Észak-Macedóniában, a Pelagonijai körzet Demir Hiszar-i járásában.

## Népesség
| Lakosok száma | 351  | 364  | 305  | 171  | 83   | 43   | 40   | 37   | 11   |
|               | 1948 | 1953 | 1961 | 1971 | 1981 | 1991 | 1994 | 2002 | 2021 |

- 2002-ben 37 lakosa volt, akik mindannyian macedónok.